# Forças Armadas da Lituânia

Insígnia das Forças Armadas da Lituânia e do Ministério de Defesa Nacional.

As Forças Armadas da Lituânia é a defesa da República da Lituânia e são constituidas por 17.000 pessoas uniformizadas e são apoiadas por 90.000 forças de reserva.
O sistema de defesa da Lituânia é baseado no conceito de "total e incondicional defesa" encomendado pela estratégia nacional de segurança da Lituânia. O objectivo da política da defesa da Lituânia é preparar a defesa geral da sociedade e de se integrar nas estruturas de segurança e defesa da Lituânia Ocidental
É constituída por:
- Forças Terrestres da Lituânia
- Força Naval da Lituânia
- Força Aérea da Lituânia
- Forças Voluntárias de Defesa Nacional da Lituânia

## Galeria

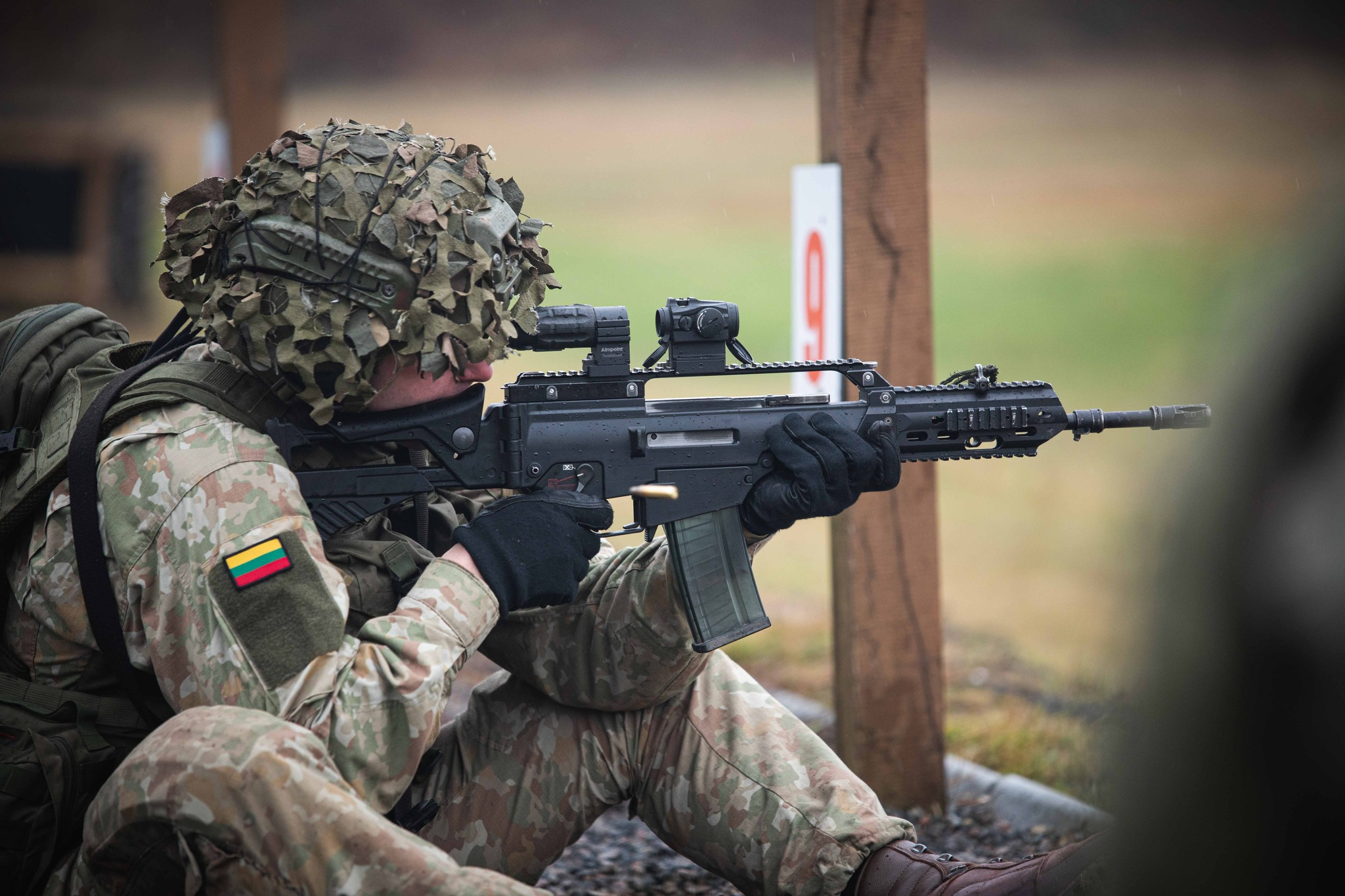
Um soldado lituano com seu fuzil G36.
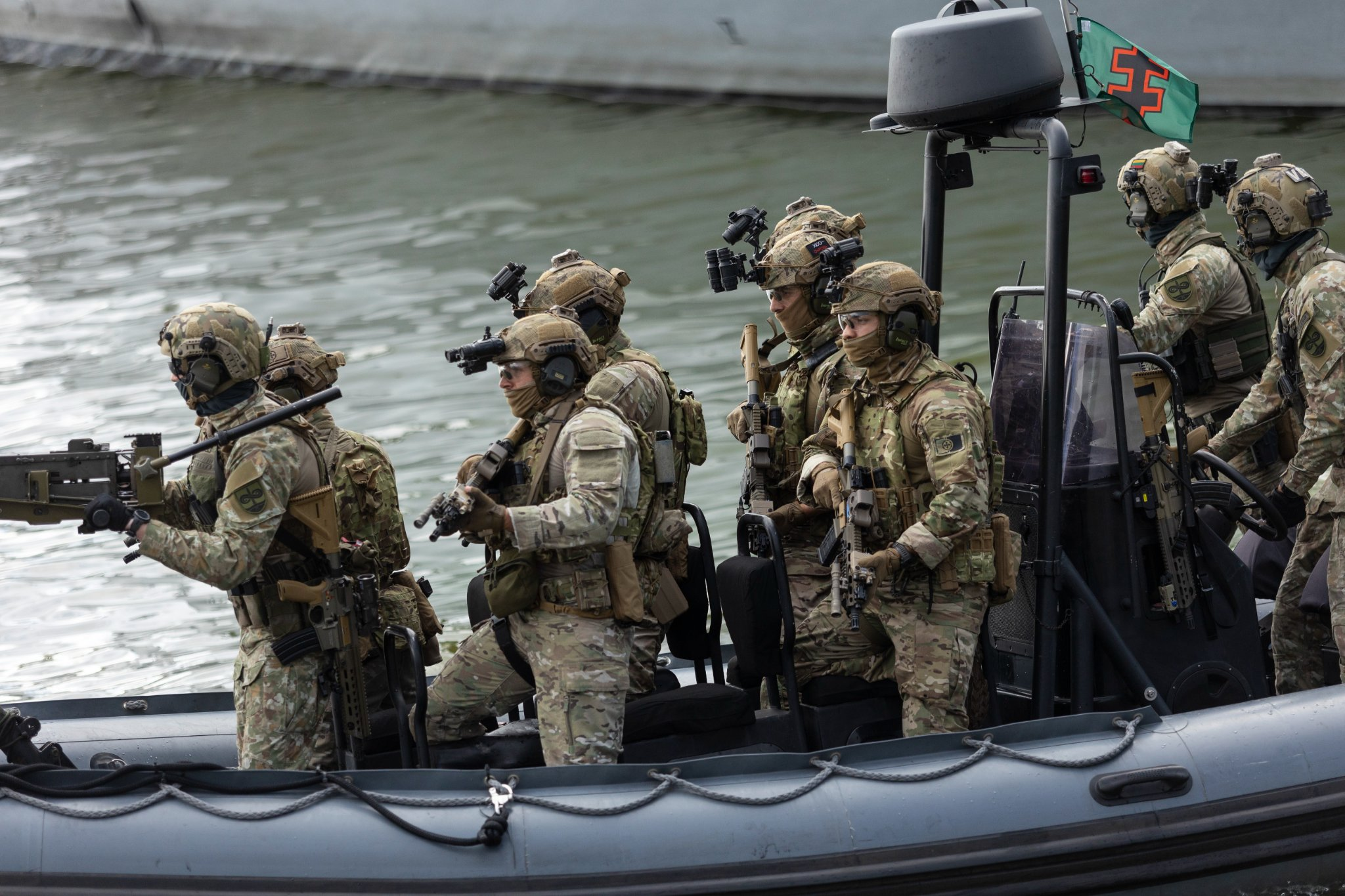
Membros das forças especiais da Lituânia.
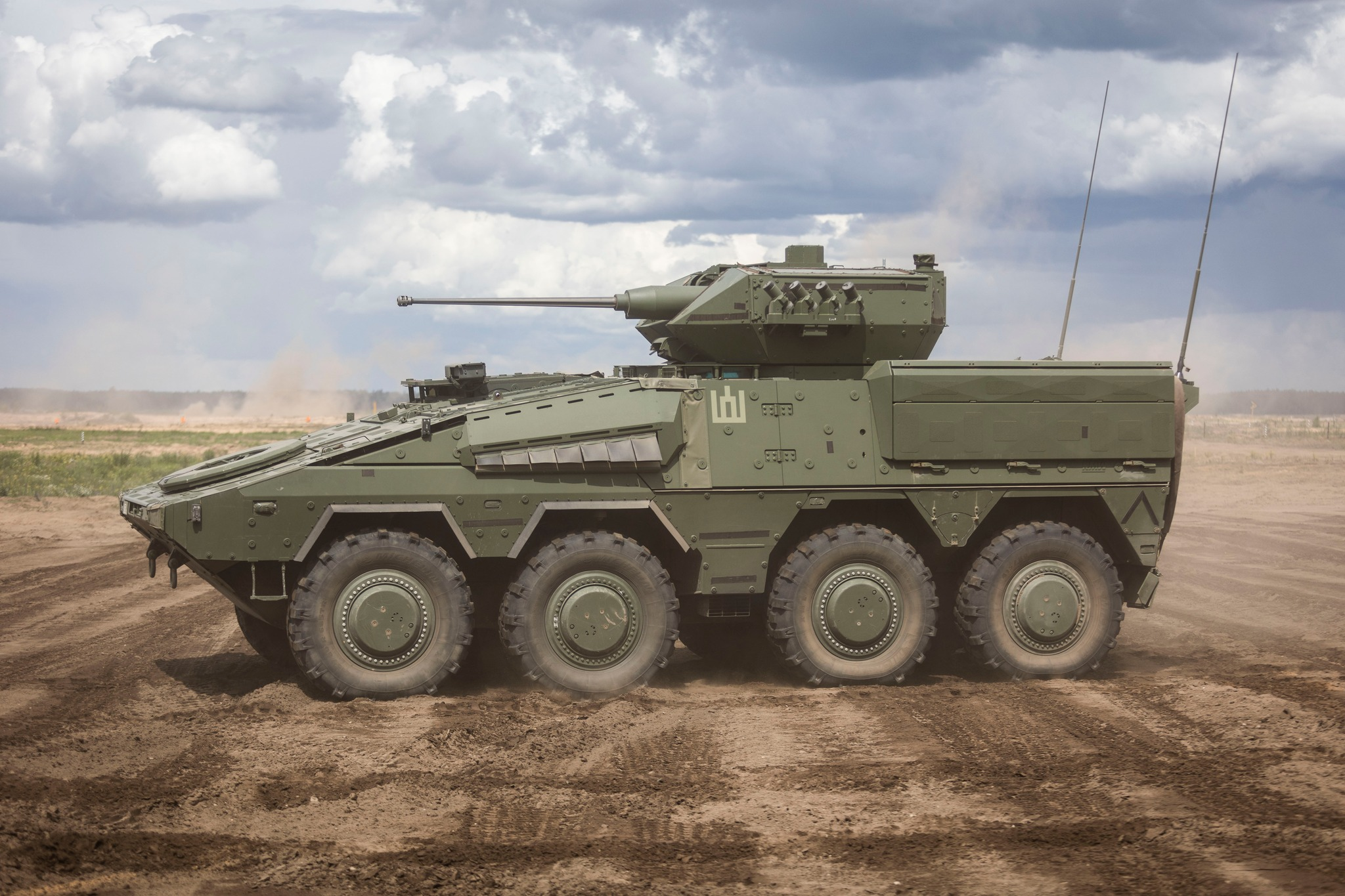
Vilkas VCI lituanos.
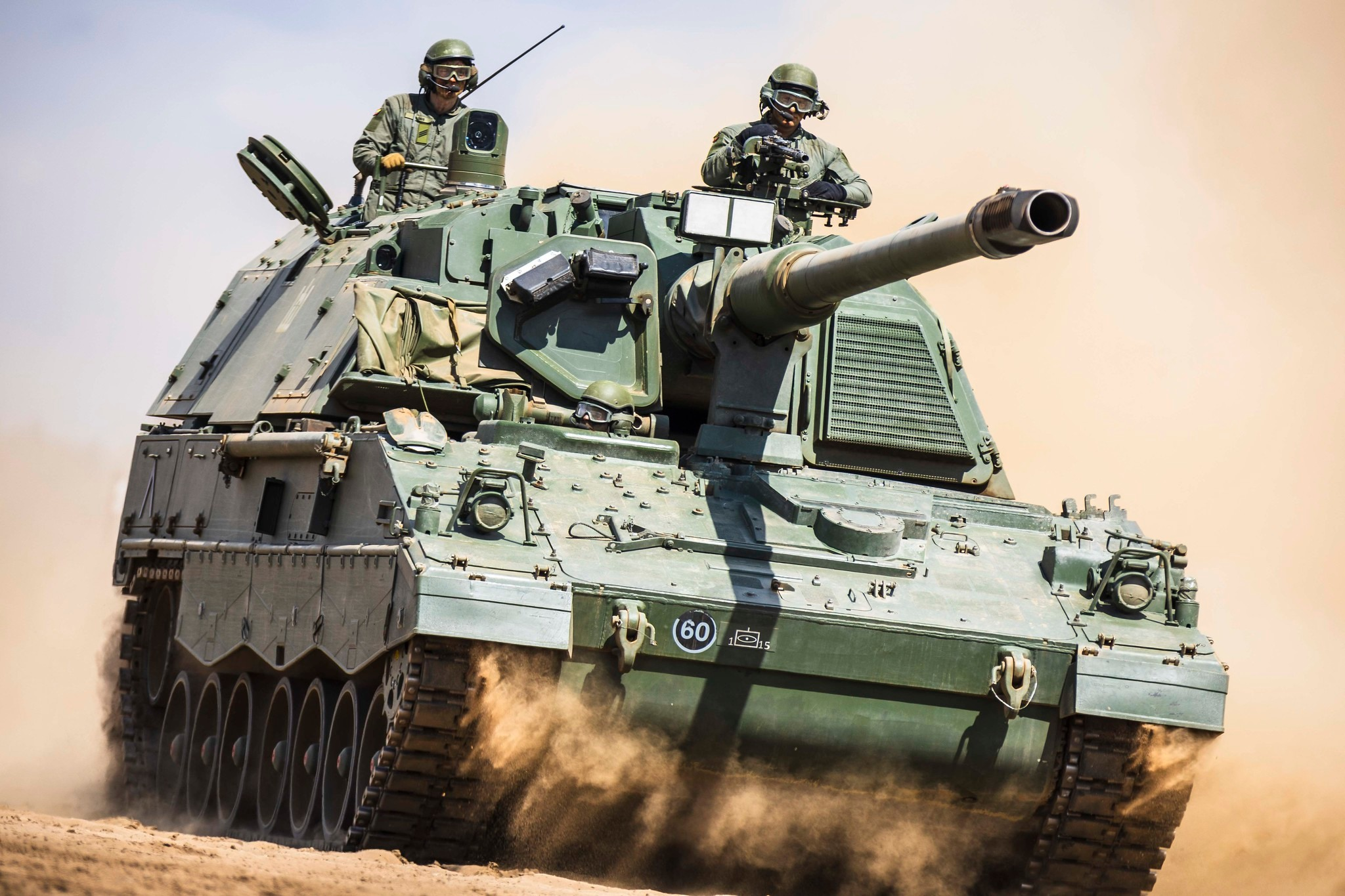
PzH 2000 lituanos.
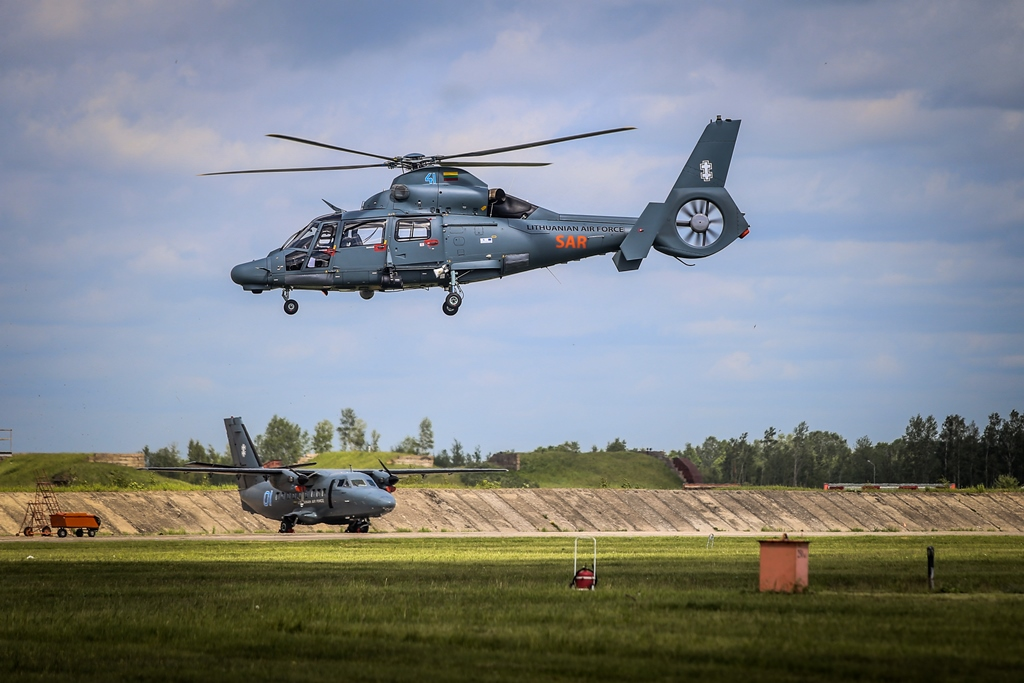
Um caça Eurocopter AS 365 da força aérea lituana.